# Patricia Davies
Patricia Joan Davies (5 de diciembre de 1956) es una exjugadora y entrenadora zimbabuense de hockey sobre césped.

## Trayectoria
Davies representó a la selección de Zimbabue en los Juegos Olímpicos de Moscú 1980. El seleccionado africano disputó el torneo debido al boicot que realizaron varios países a la competencia y a la invitación para participar en la cita olímpica. En el certamen ganó la primera y única medalla de oro de su selección.